# Matões
Matões est une municipalité brésilienne située dans l'État du Maranhão.